# جوناثان د. جي. جونز
جوناثان د. جي. جونز (بالإنجليزية: Jonathan D. G. Jones)‏ هو عالم وراثة بريطاني، ولد في 14 يوليو 1954.